# Kolanorrmän
Kolanorrmän  kallas ättlingarna till de norska migranter, som under 1860- och 70-talen, efter att ha fått ryske tsarens tillstånd, bosatte sig i området kring Kolahalvön i Ryssland.
Efter 1992 har många av dem börjat flytta till Norge, 2004  hade cirka 200 av dem bosatt sig i Norge.